# Éliro

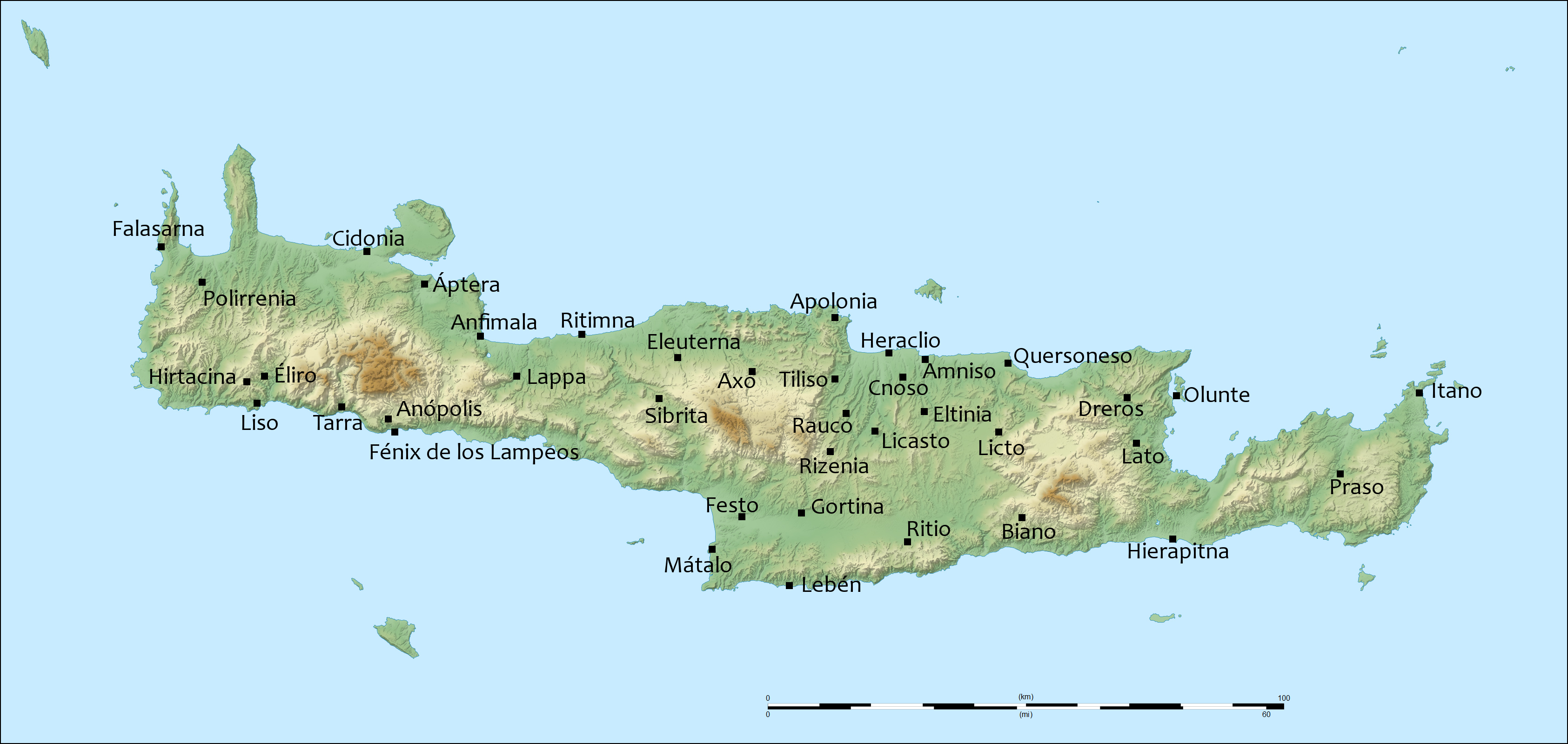
Mapa de Creta con la ubicación de algunas de las principales ciudades en los periodos clásico y helenístico donde figura Éliro, en la zona occidental de la isla.

Éliro (en griego, Έλυρος) es el nombre de una antigua ciudad griega de Creta.
Pausanias dice de ella que era una ciudad entre montañas que realizó una ofrenda en Delfos de una cabra de bronce, en recuerdo de la cabra que, según la mitología griega, había amamantado a Filácides y Filandro, hijos de Apolo y Acacálide.
Fue la ciudad más próspera del suroeste de Creta en la Antigüedad, lo que se vio favorecido por su ubicación en una tierra fértil, con abundante agua, un clima favorable para actividades como la ganadería y la apicultura, y una posición geográfica que le permitía ejercer el control sobre toda el área así como el acceso a la costa meridional de la isla. Una tradición reflejada en la Suda la cita como la patria del músico y poeta lírico Taletas.
Entre los siglos IV y III a. C. formó parte de una liga de ciudades llamada «Federación de los montañeses» (Ομοσπονδία των Ορείων), junto a Hirtacina, Liso, Sía, Tarra y Pecilasio.
Es mencionada también en la lista de las ciudades cretenses que firmaron una alianza con Eumenes II de Pérgamo en el año 183 a. C. así como en la lista de 22 ciudades de Creta del geógrafo bizantino del siglo VI Hierocles. En la época bizantina fue sede de una diócesis. Fue destruida por los sarracenos.
Se localiza cerca de la población actual de Rodovani. Algunos restos arqueológicos de la ciudad se conservan en el Museo Arqueológico de La Canea.